# أليخاندرو غارسيا (لاعب كرة قدم مواليد 1984)
أليخاندرو غارسيا (بالإسبانية: Alejandro García Torre) (13 يناير 1984 بخيخون في إسبانيا - ) هو لاعب كرة قدم إسباني في مركز حراسة المرمى. لعب مع بونفيرادينا وراسينغ سانتاندير وريال سبورتينغ خيخون وريكرياتيفو وسبورتينغ خيخون ب ونادي باراكالدو ونادي قادش ونادي كارتاخينا وريال أفيليس ‏.

## وصلات خارجية
- اليخاندرو غارسيا على موقع قاعدة بيانات كرة القدم.إي يو (الإنجليزية)
- اليخاندرو غارسيا على موقع Soccerway.com (الإنجليزية)
- اليخاندرو غارسيا على موقع AS.com (الإسبانية)